# Hotel Yorba
Hotel Yorba è il primo singolo tratto dall'album White Blood Cells del gruppo rock statunitense The White Stripes. È stato pubblicato nel novembre del 2001. Costruito nel 1926, l'Hotel Yorba è un ex albergo a sud-ovest di Detroit. L'unica versione della canzone è stata registrata nella camera 206 dell'hotel in questione, che ora è utilizzato come alloggio sovvenzionato dal governo.
I The White Stripes hanno girato gran parte del loro video musicale di fronte all'hotel, perché è stato negato loro il permesso di filmare all'interno; secondo Jack White, per il duo è una sorta di "condanna" a vita.

## Tracklist
7"
1. "Hotel Yorba" [Live]
2. "Rated X" [Live]

CD
1. "Hotel Yorba"
2. "Rated X" [Live]
3. "Hotel Yorba" [Video Musicale]